# Cathédrale de Murcie
La cathédrale Sainte-Marie (en espagnol : catedral de Santa María), communément appelée cathédrale de Murcie (catedral de Murcia), est le principal édifice religieux de la ville de Murcie en Espagne, et siège du diocèse de Carthagène.

## Histoire

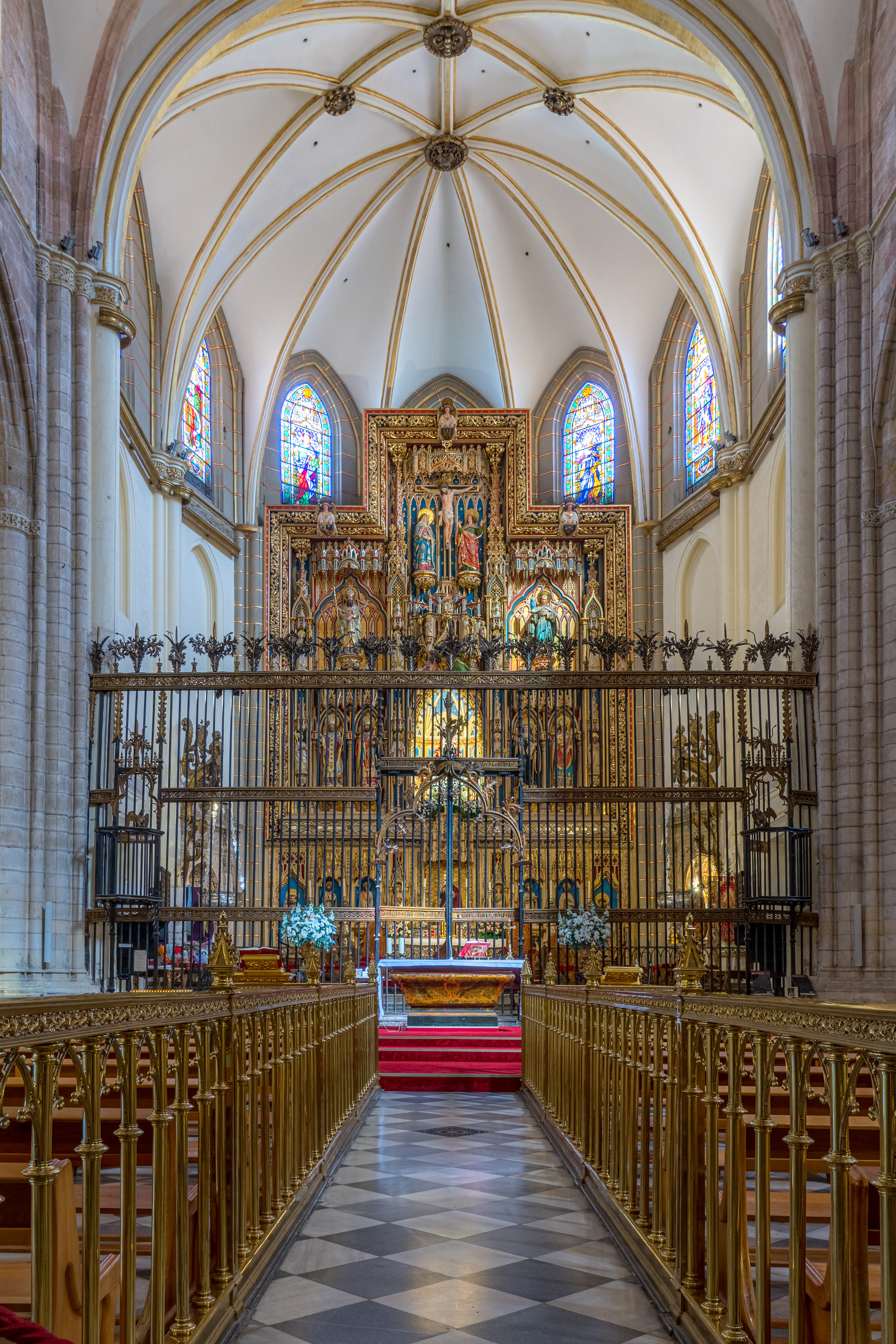
Le maître-autel de la chapelle royale avec son retable néogothique.

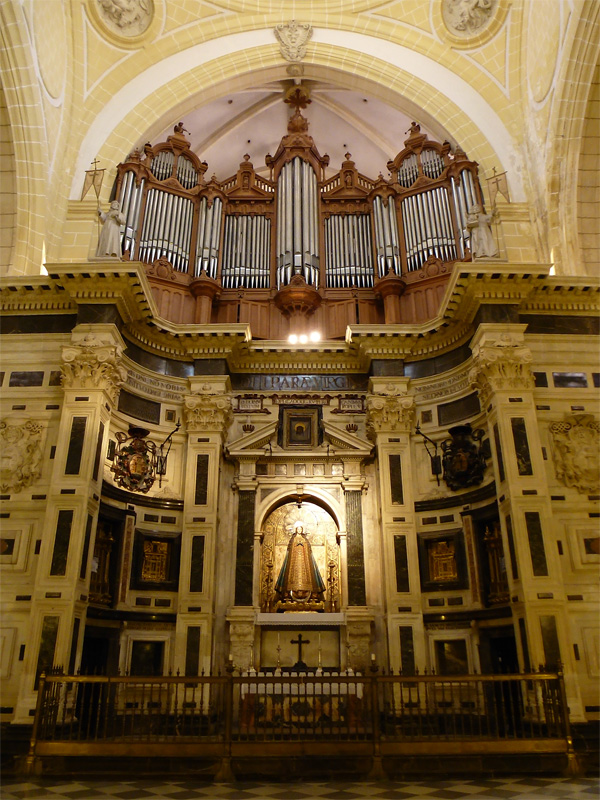
L'orgue de la chapelle de l'Immaculée ou du trascoro (arrière du chœur).

Quand le roi chrétien Jacques Ier d'Aragon a conquis la ville, il transforma la grande mosquée en un temple chrétien dédiée à Sainte-Marie et ce, en dépit du pacte existant avec les musulmans qui devait empêcher la destruction de toute mosquée. Il avait la coutume d'offrir une messe  à chaque fois qu'il avait conquis un village.
La construction de la cathédrale actuelle a commencé au XIIIe siècle. En 1385, ce fut la pose des fondations puis, en 1388, la première pierre a été posée. Mais ce n'est qu'en 1394 que la construction a réellement commencé, et se serait achevée en octobre 1467. Néanmoins, la cathédrale a continué de s'agrandir jusqu'au XVIIIe siècle, ce qui signifie que la cathédrale est composée d'une grande variété de styles artistiques.
Le cœur et les entrailles d'Alphonse X de Castille sont enterrés sous l'autel principal de la cathédrale, comme il le demanda dans son testament, comme un don et une preuve de son amour à Murcie et en remerciement pour la fidélité que la ville lui a montré.
Son intérieur est gothique ; la façade est baroque, elle a été réalisée par l'architecte valencien et sculpteur Jaume I Bort Meliá.
Le grand orgue, à double façade, est l’œuvre de la manufacture Merklin-Schütze, dont il fut la plus grande création. Construit en 1856, il comporte 63 jeux, répartis sur 4 claviers et un pédalier.

## Protection
La cathédrale fait l’objet d’un classement en Espagne au titre de bien d'intérêt culturel depuis le 3 juin 1931.

## Source
- (en) Cet article est partiellement ou en totalité issu de l’article de Wikipédia en anglais intitulé « Cathedral of Murcia » (voir la liste des auteurs).